# Hyderabad (Distrikt, Indien)
Hyderabad, auch Haiderabad (Telugu: హైదరాబాదు జిల్లా; Urdu: ضلع حیدرآباد; Hindi: हैदराबाद जिला) ist ein Distrikt des indischen Bundesstaats Telangana. Der Verwaltungssitz ist die Stadt Hyderabad.

## Geographie
Der Distrikt liegt im Westen von Telangana. Er wird vom Distrikt Rangareddy umrahmt.
Der Distrikt hat eine Fläche von 217 km² und ist somit der flächenmäßig kleinste Distrikt in Telangana. Es gibt keine zusammenhängenden Waldflächen. Durch die Stadt fließt der Musi. Für die Trinkwasserversorgung von Hyderabad wurden etliche große Wasserreservoirs in den nahe gelegenen Distrikten erstellt.

## Klima
Die Monsunsaison dauert von Juni bis Oktober. Der langjährige Durchschnitt der Niederschlagsmenge beträgt 764 mm pro Jahr. Der kälteste Monat ist der Dezember (Durchschnitt 22,05°- Tagesminimum 16°, -maximum 28°), der Wärmste der Mai (Durchschnitt 32,42° – Minimum 26°, Maximum 39°).

## Bevölkerung
Bei der letzten Volkszählung 2011 wurden 3.943.323 Einwohner gezählt. Davon waren 2.018.575 Männer (51,2 Prozent) und 1.924.748 Frauen. Zu den Dalit gehörten 2001 307.248(8,0 Prozent), zu den Adivasi 34.560(0,9 Prozent) Menschen. Von der gesamten Anzahl Bewohner lebten 2011 sämtliche Personen (100 Prozent) in städtischen Gebieten. Eine relative Mehrheit der Bevölkerung des Distrikts Hyderabad spricht Telugu. Eine bedeutende Anzahl Personen sprechen Urdu oder Hindi als Muttersprache.

### Bevölkerung des Distrikts nach Bekenntnissen
Eine knappe Mehrheit der Einwohnerschaft gehört zu den Hindus. Die bedeutendste religiöse Minderheit sind die Muslime mit über 43 Prozent der Einwohnerschaft. Der Anteil der Muslime in der Kernstadt Hyderabad wächst bei jeder Volkszählung. Eine kleinere Minderheit bilden die Christen. Die genaue religiöse Zusammensetzung der Bevölkerung zeigt folgende Tabelle:
| Jahr                                           | Buddhisten | Buddhisten | Christen | Christen | Hindus    | Hindus  | Jainas | Jainas | Muslime   | Muslime | Sikhs  | Sikhs  | Andere | Andere | keine Angaben | keine Angaben | Total     | Total    |
| Jahr                                           | Zahl       | %          | Zahl     | %        | Zahl      | %       | Zahl   | %      | Zahl      | %       | Zahl   | %      | Zahl   | %      | Zahl          | %             | Zahl      | %        |
| ---------------------------------------------- | ---------- | ---------- | -------- | -------- | --------- | ------- | ------ | ------ | --------- | ------- | ------ | ------ | ------ | ------ | ------------- | ------------- | --------- | -------- |
| 2001                                           | 832        | 0,02 %     | 92.915   | 2,43 %   | 2.121.963 | 55,41 % | 16.592 | 0,43 % | 1.576.583 | 41,17 % | 10.951 | 0,29 % | 1.278  | 0,03 % | 8.639         | 0,23 %        | 3.829.753 | 100,00 % |
| 2011                                           | 1.268      | 0,03 %     | 87.522   | 2,22 %   | 2.046.051 | 51,89 % | 19.560 | 0,50 % | 1.713.405 | 43,45 % | 11.446 | 0,29 % | 1.929  | 0,05 % | 62.142        | 1,58 %        | 3.943.323 | 100,00 % |
| Quelle: Volkszählungen in Indien 2001 und 2011 |            |            |          |          |           |         |        |        |           |         |        |        |        |        |               |               |           |          |

### Bevölkerung des Distrikts nach Muttersprache
Die Bewohner sprechen als Muttersprache meist eine Dravidische oder Indoarische Sprache. Hauptsprachen sind Telugu und Urdu. Bedeutende Minderheiten sprechen (das eigentliche) Hindi, Marathi oder Tamil (Tamilisch). Sie zählen jeweils mehr als 50.000 Muttersprachler. Kleinere Minderheitssprachen sind Kannada, Marwari (ein Hindi-Dialekt) oder Gujarati. Die genaue sprachliche Zusammensetzung der Bevölkerung zeigt folgende Tabelle:
| Jahr                                | Telugu    | Telugu  | Urdu      | Urdu    | Hindi   | Hindi  | Marathi | Marathi | Tamil  | Tamil  | Kannada | Kannada | Marwari | Marwari | Gujarati | Gujarati | Total     | Total    |
| Jahr                                | Zahl      | %       | Zahl      | %       | Zahl    | %      | Zahl    | %       | Zahl   | %      | Zahl    | %       | Zahl    | %       | Zahl     | %        | Zahl      | %        |
| ----------------------------------- | --------- | ------- | --------- | ------- | ------- | ------ | ------- | ------- | ------ | ------ | ------- | ------- | ------- | ------- | -------- | -------- | --------- | -------- |
| 2001                                | 1.779.838 | 45,14 % | 1.560.086 | 39,56 % | 200.273 | 5,08 % | 66.724  | 1,69 %  | 56.293 | 1,43 % | 35.181  | 0,89 %  | 22.313  | 0,57 %  | 21.772   | 0,55 %   | 3.943.323 | 100,00 % |
| Quelle: Volkszählung in Indien 2001 |           |         |           |         |         |        |         |         |        |        |         |         |         |         |          |          |           |          |

### Bevölkerungsentwicklung
Wie überall in Indien wächst die Einwohnerzahl im Distrikt Hyderabad seit Jahrzehnten stark an. Die Zunahme sank allerdings zwischen den letzten beiden Volkszählungen auf nur noch 2,97 Prozent. Viele Leute wandern ins Umland in den Distrikt Rangareddy ab. Von 2001 bis 2011 nahm die Bevölkerung dennoch um rund 110.000 Menschen zu. Die genauen Zahlen verdeutlicht folgende Tabelle:

### Bedeutende Orte
Der Distrikt zählt nur drei Ortschaften. Die bedeutendste ist der Hauptort Hyderabad.

## Wirtschaft

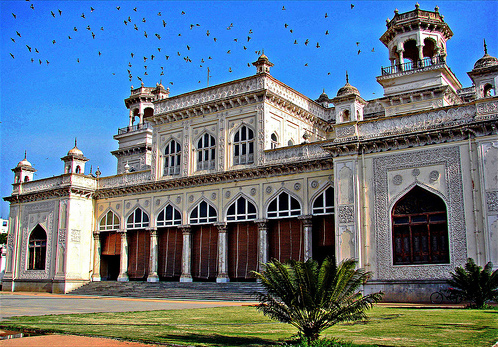
Chowmahalla-Palast in Hyderabad

Es gibt im Ballungsraum Hyderabad etliche Industriebetriebe aus allen Branchen. In den drei Städten leben zudem viele Leute vom Handel mit Gütern und Dienstleistungen. Die Landwirtschaft spielt wegen der dichten Bebauung keine Rolle.

## Geschichte
Hyderabad ist Teil der Region Telangana und teilt dessen Geschichte. Der Distrikt Hyderabad entstand 1948 durch die Zusammenlegung der bisherigen Distrikte Atraf-a-Balda und Baghat. In seiner heutigen Form gibt es ihn seit dem 15. August 1978 nach der Absplitterung von Rangareddy. Ursprünglich trug er den Namen Hyderabad (Urban) Distrikt, erhielt dann aber seinen heutigen Namen, nachdem der Hyderabad (Rural) Distrikt in Rangareddy umbenannt wurde.

## Verwaltung
Der Distrikt Hyderabad umfasst 16 Mandals (Talukas).